# Gomphostemma chinense
Gomphostemma chinense là một loài thực vật có hoa trong họ Hoa môi. Loài này được Oliv. mô tả khoa học đầu tiên năm 1884.